# William H. Workman
William Henry Workman (ur. 1 stycznia 1839, zm. 21 lutego 1918) – amerykański polityk, bankier i biznesmen. Siedemnasty burmistrz Los Angeles.
W latach 1872–1880 członek Rady Miasta (City Council), burmistrz od 14 grudnia 1886 do 10 grudnia 1888. Za jego urzędowania nastąpił szybszy rozwój miasta. Wybrukowano niektóre ulice, powstał szereg parków, wybudowano nowy ratusz miejski, wspierano budowę biblioteki, zajmowano się także zwalczaniem korupcji w mieście. W latach 1901–1907 był skarbnikiem miasta. Podarował ziemię miastu pod założenia Hollenbeck Park, był jednym z twórców Izby Handlowej Los Angeles (Los Angeles Chamber of Commerce). Założyciel dzielnicy Boyle Heights.